# 200-talet

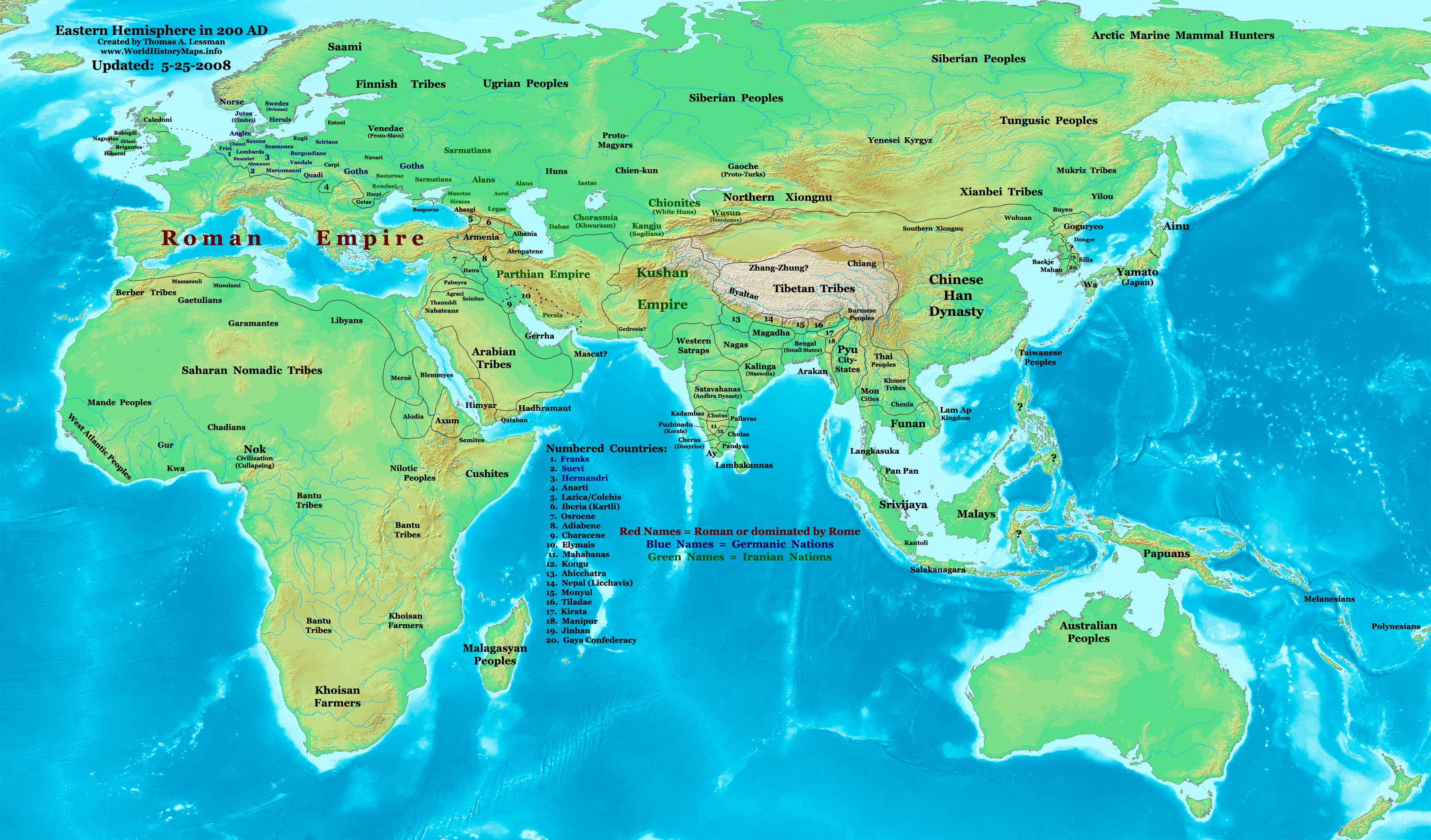
Karta över östra hemisfären under 200-talet.

## Övergripande utveckling

### Romerska imperiet
Det Romerska imperiet genomgick en djup kris under 200-talet. Krisen inleddes med mordet på kejsare Alexander Severus år 235. Kejsarmordet skedde under ett fälttåg i Germanien då han tog på sig uppgiften att förhandla med fienden, något de egna soldaterna gjorde uppror emot. Decennierna därefter präglades av stora spänningar och svårigheter i riket, med invasioner, krig, svält och depression. Perioden präglades också av hårda maktkamper, där bland annat höga generaler i imperiet stred inbördes. Tillträdet av Diocletian som ny romersk kejsare år 284 markerar slutpunkten för denna krisperiod.

### Östasien
Jindynastin inleddes år 265 genom tillträdet av Kejsaren Wu. Han regerade från 266 till 290, varav de sista tio åren som kejsare för ett enat Kina. Wu gav under sin regentperiod kraftig makt åt sina kusiner, söner och farbröder, vilket ironiskt nog ledde till en desabilisering av Jin-dynastin efter sin bortgång, eftersom dessa släktingar och prinsar då kom i strid med varandra, en kamp känd som "de åtta prinsarnas krig", och därefter Wu Hu-upproret.

## Händelser
- Satavahanariket tar över efter Kushanariket i Indien.
- Canone Muratoriano nedtecknas.

## Födda
- 27 februari 272 – Konstantin den store, kejsare av Rom.
- Omkring 283 – Lucia, martyr och helgon inom romersk-katolska och ortodoxa kyrkan, med festdag 13 december.

## Avlidna
- Troligen 230 – Cecilia, kyrkomusikens och de blindas skyddshelgon.